# Саншу II (Португалия)
Саншу II Благочестиви (на португалски: Sancho II o Pio; * 8 септември 1207, Коимбра, Кралство Португалия; † 4 януари 1248, Толедо, Испания) е 4-ти крал на Португалия. Саншу встъпва на престола през 1223 година и го предава на своя брат, крал Афонсу III, през 1247 година.

## Произход
Той е най-големият син на Афонсу II и Урака Кастилска, дъщеря на крал Алфонсо VIII Кастилски и на английската принцеса Елинор Плантагенет.

## Управление
Към момента на неговото встъпване на трона през 1223 година, Португалия е въвлечена в сложен дипломатически конфликт с Римокатолическата църква. Баща му Афонсу II е отлъчен от църквата от папа Хонорий III за опита си да принизи влиянието на църквата в страната. Между Саншу II и папата е подписан договор, съдържащ 10 пункта, но кралят впоследствие отделя малко внимание за неговото изпълнение. Негов приоритет е Реконкистата, отвоюването на южната част на Пиренейския полуостров от маврите. През 1236 година, Саншу II превзема градове в Алгарав и Алентежу, укрепвайки португалските позиции в региона.
Саншу II е способен командващ, но за държавни дела и административни дейности се оказва малко компетентен. Цялото му внимание е съсредоточено във военните кампании, които стават основа за вътрешни разногласия. Знатните са недоволни от курса на краля, и е подготвен заговор. Средната класа на търговците често враждува с духовенството, което кралят оставя без внимание. В резултат на това архиепископът на Порто изпраща формална жалба до папата относно бедственото положение. Доколкото църквата е върховната власт през XIII век, папата издава була, заповядвайки на португалците да си изберат нов крал, обявявайки Саншу за еретик.
През 1246 година метежниците канят на престола Афонсу, по-малък брат на Саншу, живеещ във Франция в качеството си на граф на Булон. Афонсу веднага се отказва от всички свои френски владения и се връща в Португалия. Саншу е отстранен през 1247 и бяга в Толедо, където умира на 4 януари 1248 година.